# آمونیوم کربنات
آمونیوم کربنات (به انگلیسی: Ammonium carbonate) با فرمول شیمیایی (NH۴)۲CO۳ یک ترکیب شیمیایی است؛ که جرم مولی آن ۹۶٫۰۹ g/mol می‌باشد. شکل ظاهری این ترکیب، پودر سفید است.
گفته شده‌است که نخستین بار زکریای رازی آن را از ترکیب نشادر (کلرید آمونیوم) با کربنات سدیم تهیه کرده‌است:

4